# Bagisara congesta
Bagisara congesta är en fjärilsart som beskrevs av Walker 1858. Bagisara congesta ingår i släktet Bagisara och familjen nattflyn. Inga underarter finns listade i Catalogue of Life.